# 青年団活動
青年団活動（せいねんだんかつどう）は青年団が主体的に行う活動の事をいう。
なお青年団では、企画から実施、評価、改善に至る一連の行動を青年団活動と呼ぶのに対し、大きな目標に向けて通年的かつ継続的に取り組まれる行動を総称して青年団運動と呼び、明確に区別している。

## 定義
全国の地域青年団が展開している青年団活動は多岐に渡るが、おおむね以下のように大別される。
- 地域活動
- 社会活動
- 連帯促進のための活動
- 教宣活動

これら活動は青年団の綱領に基づいて行われるものであるが、より単純に捉えるならば自分たちの生活を高めるために行われる活動と定義できる。活動は寄付などの収益を伴うものもあるが（後述）、原則として無報酬で行われる。

## 地域活動
地域社会を舞台に展開される活動。祭りの企画・運営、清掃奉仕や廃品回収、公民館事業へのボランティア参加などが挙げられる。地域コミュニティを基盤とする青年団の基本ともいえる活動である。
祭り
祭りは元々若者組の流れを汲む地域の青年団が一切を仕切り、祭りこそが青年団のアイデンティティだった時代もあった。しかし、近年は青年団員の減少に伴い、青年団を含む地域の各種団体・機関からなる「実行委員会」や、有志による「保存会」によって運営されている所がほとんどである。
それでも、小さなものは町内会や公民館単位で開催される盆踊り（「納涼夏まつり」などと呼称されるところもある）から、大きなものは無形文化財に指定されている伝統芸能を継承し、それを上演しつつ全国的にも名の知れた祭りを行っている所まで今でも青年団（会）が中心になって行っている所も少なくない。
なお、祭りの際に青年団は「祝儀」若しくは「寸志」を貰う事が一般的である。これは太鼓や獅子舞などの芸能の対価であったり、神事に対する「お布施」の意味合いの強いもの、あるいは地域の住民や事業所一軒一軒から募る「協賛金」の性格の強いものであったりとその位置付けは様々であるが、これが青年団活動の大きな資金源となっている。
清掃奉仕や廃品回収
青年団単独で行う場合と地域団体と連携して行われる場合がある。近年、環境美化活動の一環として企業や業界団体などが開催している「クリーンキャンペーン」などと行為自体は変わらない。また、以前は集めた空き瓶や空き缶、古紙などをリサイクル業者に買い取ってもらい、それを青年団活動の資金に充てている所も少なくなかった。
公民館事業へのボランティア参加
基本的にはスタッフとしての参加（例：敬老会に出席する年寄りの送迎、社会体育大会の運営補助）であるが、バザーや文化祭などのイベントで出す模擬店の収益を青年団の活動資金に充てている所もある。さらにその発展系として、自ら演劇や映画などを呼び興行を企画する事もある。これは地域の青年団が単独で行う場合よりも公民館等各種団体と共催したり、あるいは市町村の連合青年団組織で行う場合が多い。

## 社会活動
社会問題に焦点を当て、その解決のための方策を模索し実施する活動を指す。
学習活動
社会活動は本来、その前段として学習活動を伴う。学習活動とは外部の講師を呼んでの講演や教室、あるいは団員同士で議論する研修会や青年問題研究集会（通常は略して「青研」と称する）等が挙げられる。
前出の清掃奉仕は本来、社会活動に分類されるべき活動であるが、近年のそれは青年団自身の環境美化に対する問題意識が希薄である、学習活動を伴っていないなどの指摘があるため（もちろん全てがそうではないが）本記事では地域活動に分類した。
伝統文化の保存・育成に関する活動
活動意義を地域活動と関連付けて行う場合もある。例えば後継者不足から絶えていた地域の伝統芸能を復活させる取り組みは地域の伝統文化を保存・育成するという社会的目的を満たすと同時にその芸能をもって地域の活性化を図るという地域活動的な目的も含まれる。
平和活動及び領土問題に関する活動
原水爆禁止運動（反核運動）や被占領領土（かつては沖縄・奄美群島。今は北方領土・竹島）返還要求運動などが挙げられる。
これらの活動は、各種市民団体が主催する集会等への参加や署名活動が青年団活動としては当てはまるが、青年団が前面に出ることは少ない。
また全国組織や道府県組織などの上部団体とは別個に、地域の反戦運動や慰霊祭などへの参加など、地域青年団が自主的に取り組んでいる活動も一部で見られる。
その他の社会活動
これらの他、模擬議会（青年議会）など地方自治に関するもの、地域の子どもたちや老人を対象に行われる地域コミュニティに関するものが挙げられるが、一時期に比べ社会に対するアピール・メッセージを伴った事業は、青年団の組織力の低下に伴い減少傾向にある。

## 連帯促進のための活動
団内または他団体と交流や懇親のために催される会（大抵は酒宴を伴う。早い話が「コンパ」）、旅行やスポーツなどのレクリエーションなどを指す。傍から見れば遊んでいるだけであるが、友愛と共励を信条とする青年団においてはきわめて大事な活動である。
かつては青年団の持つ「負のイメージ」はこれらの活動が起因するケースも多かったが、青年の人間関係の希薄さや協調性の欠如などが指摘されている昨今においては、これらの活動を通じて人間関係を構築し、喜怒哀楽を共にしながら成長しあえるという評価もある。さらに、仲間づくり、すなわち組織拡大・強化という観点からこれらの活動を前面に据えて、組織再生の取っ掛かりにしている青年団も少なくない。

## 教宣活動
上記の活動を対外的に宣伝する活動、具体的にはポスター、パンフレット、機関紙（誌）等の印刷物や、映画やビデオ、ウェブサイト等を使って事業の告知を行ったり、あるいは青年団の存在そのものをアピールしたりといった活動を教宣活動という。
ちなみに教宣活動とは教育宣伝活動の略から来た言葉であるが、これは青年団が発行するポスターや機関紙等が単なる告知媒体としてだけではなく、これらを目にする人を啓発する目的で作られるところから来ている。
また、組織で何かをアピールする時、メンバーの意見集約や内容に関する学習が不可欠であるが、その過程が「学び」すなわち教育であるからともいわれている。なお、市町村青年団や道府県青年団では組織内で広報を専門に行うセクションを情宣局（部）と呼んでいる所もある。